# Schwerkraftsichter

Trennprinzip nach Schwerkraftsichtung

Schwerkraftsichtung bedeutet, dass Partikelkollektive im Erdschwerefeld nach Größe oder Dichte klassiert werden. Sichtung ist ein Klassierverfahren, das in vielen Bereichen der Industrie Anwendung findet. Dieses Verfahren macht sich die unterschiedlichen Sinkgeschwindigkeiten von Partikeln unterschiedlicher Größe zu Nutze. Strömungsmechanisch gesehen wirken während der Sichtung jeweils drei Kräfte auf eine Partikel: Die Schwerkraft, die Widerstandskraft sowie die Auftriebskraft. Die Partikel mit unterschiedlichen Sinkgeschwindigkeiten werden so zu unterschiedlichen Stellen im Sichter transportiert und werden schließlich nach oben bzw. nach unten ausgetragen.

## Der Steigrohrsichter
Ein Steigrohrsichter ist die einfachste Bauart eines Sichters. Die zu sichtenden Partikel werden einem von unten durchströmten Rohr zugeführt. Partikel, die eine geringere Sinkgeschwindigkeit als die Sichtluftgeschwindigkeit besitzen, werden nach oben als Feingut ausgetragen; Partikel mit höherer Sinkgeschwindigkeit passieren den Sichter nach unten als Grobgut.

## Der Zick-Zack-Sichter
Ein Zick/Zack-Sichter ist eine Form der Schwerkraftsichter und ist eine Kombination aus Quer- und Gegenstromsichter. Wie in der Abbildung (rechts) zu sehen ist, teilt sich das zugeführte Aufgabegut im Sichter in Grob- und Feinfraktion auf. Die Sichtung erfolgt in jeder Zacke durch den Vergleich der unterschiedlichen Sinkgeschwindigkeiten der Partikel. Daher hängt die Trennschärfe eines solchen Zick/Zack-Sichters von der Anzahl der Zacken, aber auch von der Geometrie des Sichtkanals ab.
Untersuchungen haben ergeben, dass für die Fläche des Sichtkanals folgendes Verhältnis gilt:
{\displaystyle {\frac {Laenge}{Breite}}\leq 4}
Die besten Trennergebnisse sollen bei einem Länge-Breite-Verhältnis von 3 1/3 erzielt werden.
Der Winkel, mit dem die Zacken geknickt sind, liegt optimalerweise bei 120°. Wird der Eingriff gleich null gewählt, so ergibt sich im Sichter eine zusammenhängende Hauptströmung.

Steigrohr
ZZ-Sichter
Sichtkanal
Winkel